# Observatoire du Lomnický štít
L'observatoire Lomnický štít est un observatoire solaire en Slovaquie basé sur la montagne Lomnický štít sur le territoire de la ville de Vysoké Tatry (Tatranská Lomnica). Elle fait régulièrement de la coronographie. La construction de l'observatoire a commencé en 1957 pour être inauguré en 1962.